# Gangbang

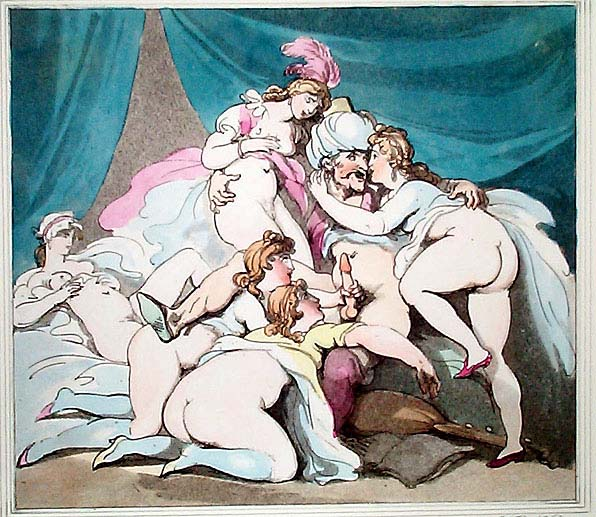
Scen från harem illustrerad av Thomas Rowlandson (1756-1827).

Gangbang eller gang bang (uttal: ['gæŋbæŋ]) är en typ av gruppsex. Ordet, som ursprungligen är engelsk slang för gruppsex, syftar på en sexuell aktivitet där en person är i fokus bland flera andra sexpartner.

## Historia och utbredning

### Bakgrund
Begreppet gangbang betydde ursprungligen 'medlem av våldsamt gatugäng'. Själva fenomenet kan först ha utövats i det antika Rom.
Gangbang som fenomen inom den sexuella kulturen anses först ha förekommit ihop med swingerskulturen, där man kan byta partner eller utöva gruppsex på olika sätt. Gangbang är fortfarande relativt vanligt förekommande inom swingerskulturen, och i bland annat Kanada finns swingersklubbar som arrangerar träffar med fokus på gangbang av olika slag.

### Utbredning
Vissa undersökningar har antytt att fler män än kvinnor är intresserade av gruppsex, och män konsumerar mer pornografi (där gangbangscenarior är vanligt förekommande). Vad gäller konsumtion av pornografi antydde dock Pornhubs egen besöksstatistik från 2018 att kvinnor oftare än män – relativt sett – konsumerar denna typ av pornografiskt innehåll. Samma statistik menade att män ofta konsumerar pornografi med ålders- eller rasbaserat innehåll och kvinnor även oftare hårt sex/våldspornografi och BDSM. Sexologen och författaren Justin Lehmiller presenterade 2019 resultaten av en studie bland över 2 000 amerikaner, där gangbang visade sig vara den fjärde vanligaste sexfantasin bland kvinnor.
Två amerikanska studier från 2019, båda med medverkan av Catherine Salmon, tyckte sig se skillnader mellan kvinnor utifrån deras relationsmässiga mål. Där skiljde de mellan kvinnor som siktade på en långsiktig relation (mer attraherade av sex/fantasier med BDSM-liknande scenarier på grund av kravet på djup trygghet i sådana scener) och de som sökte efter kortare relationer (och mer föredrog gruppsexscenarier). Salmon et al menade samtidigt att mäns biologiska spermiekonkurrens påverkade deras intresse för gruppsexscenarier positivt.

## Varianter

### Antal och kön

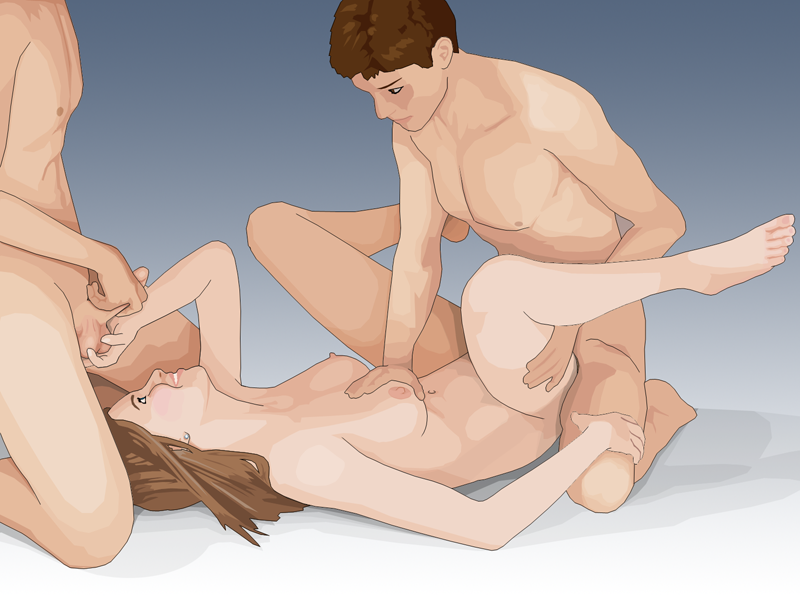
Illustration av en gangbang / trekant med två män och en kvinna

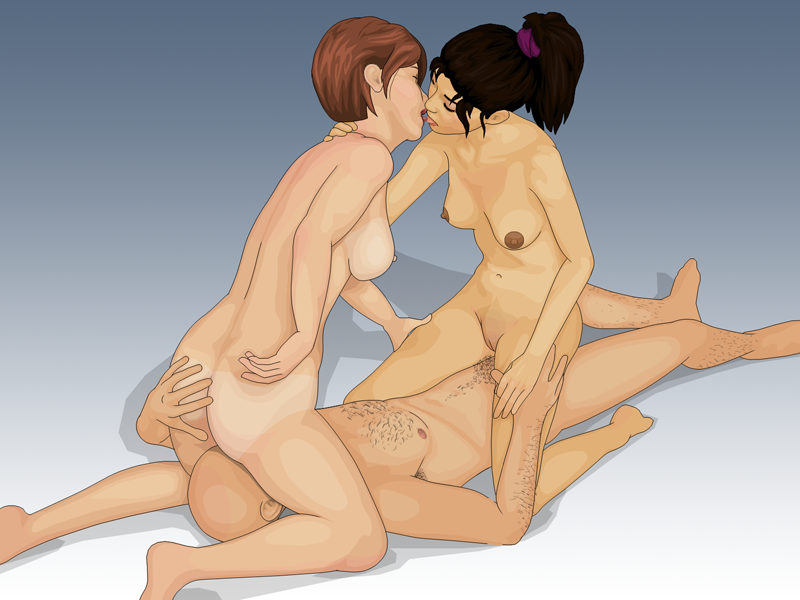
Illustration av en omvänd gangbang.

Vanligtvis är den personen den enda individen i akten av det könet, och gangbang består oftast av fler än tre individer. Inom pornografin refererar termen vanligtvis på att en kvinna är i fokus, medan en man med flera kvinnor kan beskrivas som omvänd gangbang (engelska: reverse gang bang). Fenomenet är vanligt i pornografisk film och skildrar oftast en iscensatt aktivitet där en kvinna har sex med flera män i följd.
Gangbang är inte definierat av antalet personer som deltar utan oftast av att den involverar fler än tre personer. Detta skiljer sig från situationer med tre personer engagerade i en sexuell aktivitet, vilket brukar benämnas trekant. På liknande sätt kan fyra deltagande personer benämnas som fyrkant. Även om deltagarna i en gangbang kan vara bekanta, är spontaniteten och anonymiteten hos deltagarna oftast en del av dess attraktion.

### Bukkake och blowbang
En specifik variant av gangbang är bukkake. Detta är ett pornografiskt begrepp av japanskt ursprung, som fokuserar på en central person som blir ejakulerad på av män. Även omvänd bukkake (där kvinnor ejakulerar eller urinerar på en man) finns.
En session som fokuserar på multipla upplevelser av fellatio kan på engelska beskrivas som ett blowbang. Termen är vanlig inom produktion av pornografisk film.

## Utförande
Ett gangbang kan utföras på ett antal olika sätt. Fokuspersonen (ofta/st en kvinna) umgås med ett antal olika sexpartners, antingen samtidigt eller i följd. Fokuspersonen placeras eller placerar ofta sig så att hen kan interagera samtidigt med flera partners. Interaktionen inkluderar ofta vaginal penetration, tafsande och oralsex.
Ett visst släktskap med BDSM-kulturen kan ses i det att fokuspersonen på engelska ofta kan refereras till som bottom eller submissive (undergivna). På samma sätt kan de aktiva deltagarna på engelska beskrivas som tops eller dominants.

### Motiv
Anledningar till att utöva gangbang kan vara en stark kink bland deltagarna, bland annat på grund av en ökad intensitet genom antalet deltagare. Vissa kan uppleva det överväldigande i de mångskiftande och samtidiga kontakterna starkt positivt, inklusive möjligheten till olika typer av kroppsvätskor (se ovan om bukkake).
I det vanligaste scenariet är en kvinna fokusfigur, medan övriga är hennes "gäng" (gang). Hennes deltagande kan vara baserat på att hon som del i en relation eller singel vill ha en ovanlig upplevelse, iscensätta en kittlande fantasi eller utforska sina gränser. För sexlivet i en relation kan en sådan händelse utgöra ett viktigt steg, med förstärkt förtroende och fördjupad kommunikation omkring känsliga ting.

### Regler och hänsyn
En grundförutsättning är förberedelser, på grund av det större antalet deltagare och de därför större riskerna för att något kan gå fel. Detta gäller säkerhetsaspekter, kommunikation kring scenarior, gränser och möjligheten till effektiv eftervård när väl den intensiva leken tagit slut. Det kan vara vanligt att kvinnan/fokuspersonen har en närmaste "allierad" bland de andra, för hjälp kring praktiska bestyr och översyn av att de satta reglerna och gränserna följs. Det handlar bland annat om att undvika risken för att någon (fokuspersonen eller någon av de andra) känner sig utnyttjad. Säkerhetsaspekten handlar också om att undvika spridning av könssjukdomar, vilket ofta innebär fokus på allas användning av kondom.
Hänsyn kan också behöva tas runt möjligheten för stigmatisering av erfarenheten av ett gangbang. Representationer i kulturen kan ofta presentera dessa samlagssituationer på ett felaktigt eller sensationalistiskt vis, bland annat som massvåldtäkt eller del av mäns våld mot kvinnor. Denna stereotypiserande attityd gentemot gangbang syns ofta även i offentliga debatter kring BDSM.

### Inom pornografi
Gangbang är en vanlig ingrediens i många pornografiska produktioner. Den kan ses som visuell, intensiv och gränsöverskridande, vilket ställer särskilda krav för att undvika skador och känslan av utnyttjande. Etisk pornografi fokuserar särskilt på samtycke och respekt mellan deltagarna, så övergrepp och tvång undviks. Det etiska handlar även om rimlig kompensation och nödvändiga säkerhetsåtgärder.
Utnyttjande kan ske när deltagare är föremål för manipulation eller tvång att delta, utföra eller bli utsatta för vissa handlingar. Detta kan även inkludera spridning av materialet utan deltagarnas samtycke. Även ett förnedrande språkbruk kring handlingarna kan bidra till en känsla av utnyttjande, när det inte är frågan om samtyckt erotisk förnedring eller planerad edgeplay.
Utmaningen inom branschen kan vara att producera material som är upphetsande men inte är det på bekostnad av deltagarnas psykiska och fysiska hälsa samt välmående.

## I djurvärlden

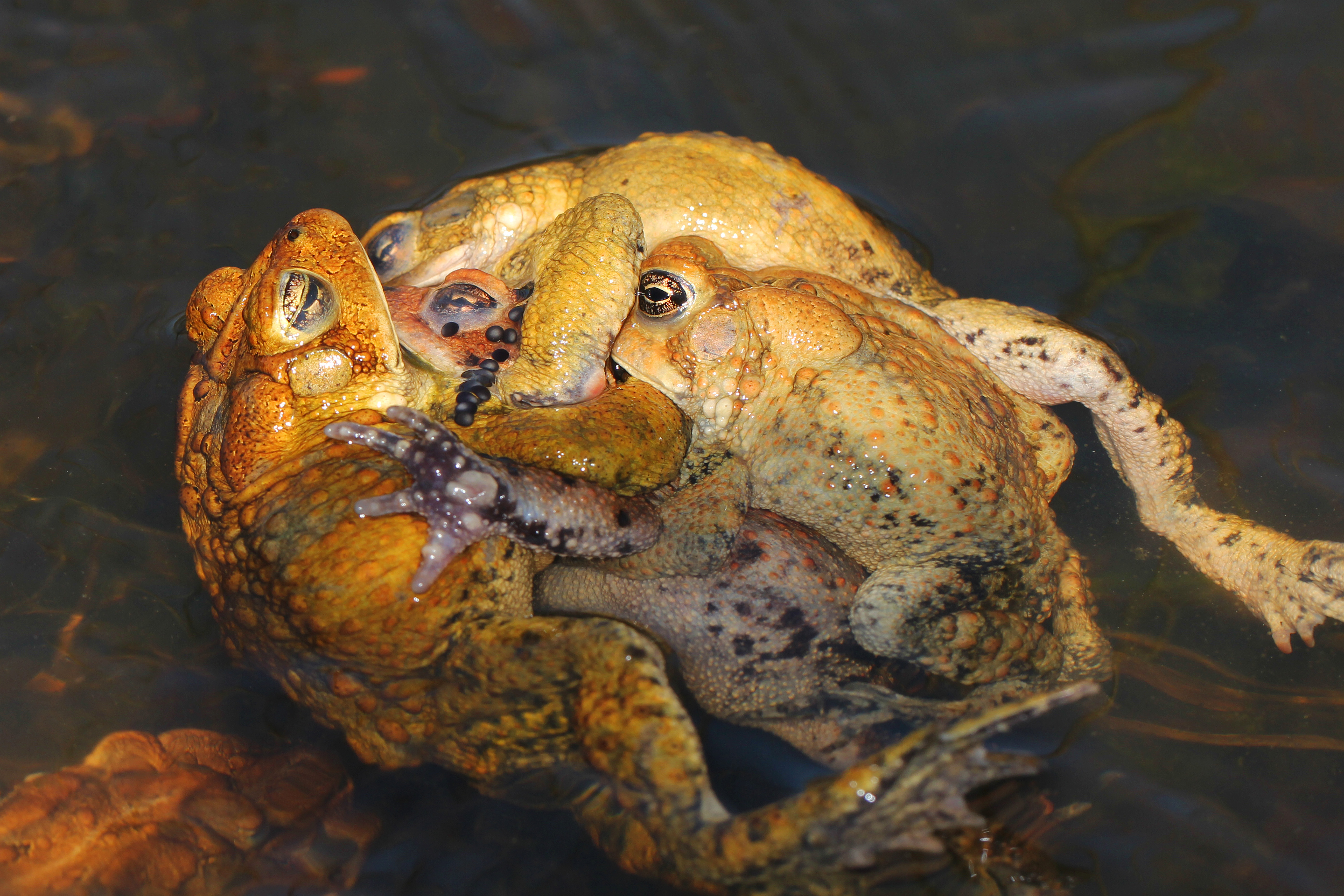
Hanar av amerikansk padda som samtidigt parar sig med en hona.

Inom vissa djurarter är det vanligt med parningar i grupp. Bland paddor och grodor kan en mängd hanar samtidigt försöka para sig med en och samma hona, vilket ibland beskrivs som en orgie.